# Birka folkhögskola

Birka folkhögskola är en folkhögskola som ägs av Region Jämtland Härjedalen. Skolan grundades år 1901 av Robert Mörner. Birka folkhögskola ligger vid Storsjön, i Ås, Jämtlands län, cirka en mil från Östersund.

## Utbildningar
Birkas pedagogiska program består av Allmän kurs, Allmän kurs grund, Behandlingspedagogutbildning, Beroendeterapeut, Nätbaserad fritidsledarutbildning, Musikutbildningar (jazz/improvisation, klassisk musik, folkmusik, Digital Songwriting Production), Resurspedagog, Skogsutbildning för skogsägare, Etableringskurs för nyanlända och Studiemotiverande folkhögskolekurs. Skolan ger också korta kurser, distanskurser, och konferenser.

## Historik
Tanken på en folkhögskola i Jämtlands län fördes fram första gången 1893, då det motionerades om inrättandet av en folkhögskola för kvinnor. Avsikten var att uppmuntra flickor att stanna kvar på landsbygden och lära sig sysslor lämpliga för att sköta ett jordbrukarhem, för att de inte skulle söka sig till städerna och andra yrken. Det ledde till en häftig debatt, där kritiker i stället menade att utbildning vid en folkhögskola tvärtom skulle få bondflickorna att vilja börja härma efter herrskapsfruarna. Förslaget föll, men väckte en hätsk debatt i lokalpressen. I debatten framgick också att om en folkhögskola skulle inrättas så skulle det behövas en både för kvinnor och män. År 1899 väcktes frågan på nytt av E. O. Sidén i Håsjö, och den här gången anslog Johan Lindström Saxon en grundplåt om 500 kronor för inrättandet av en kvinnlig folkhögskola. Vid det här laget hade opinionen vänt, och förslaget vann ett bredare stöd. Robert Mörner fick i början av 1900 höra talas om att en folkhögskola planerades i Jämtland och tog kontakt med Sven Kardell, som ledde utredningen om folkhögskolan, och ställde sina tjänster till förfogande. Under året höll han runt om i länet föreläsningar om folkhögskolans betydelse. Vid 1900 års landsting beslutades att en folkhögskola för kvinnor och män 1 oktober 1901. Man letade ivrigt efter lokaler, men hade svårt att hitta några tillräckligt stora. Till slut fann man en stor mangårdsbyggnad hos Olof Nilsson i Torsta, Ås socken, och inköpte gården för folkhögskolans räkning. Då tjänsten som skolans föreståndare utlystes hösten 1900 sökte och erhöll Robert Mörner befattningen. Hans hustru Svea Mörner blev föreståndare för den kvinnliga delen av folkhögskolan, och hans svärmor Hilma Palm blev husmor vid skolan.
Intresset för folkhögskolan blev mycket större än man tänkt. Lokalerna i Torsta blev för små, och logen Lyrans lokaler måste hyras och stora delar av undervisningen flyttas dit. 1906 flyttades skolan ned till ett läge vid Storsjön, och fick då namnet Birka. Inflyttning i den nya huvudbyggnaden skedde 15 oktober 1906 och 1 februari 1907 hölls invigningen.

## Birkaförbundet
Birkaförbundet är en kamratförening för elever som studerar eller har studerat vid folkhögskolan. Förbundet bildades 1902 och ger sedan 1907 ut en tidskrift med namnet Snöfrid som utkommer en gång per år.

## Kända Birka-elever
Gustav Hedenvind-Eriksson, författare
Dan Berglund (basist), basist
Jeanette Lindström, jazzsångerska
Petter Berndalen, percussionist
Anders Löfberg, bas, cello
Hoven Droven, grupp
Bjørn Marius Hegge, basist
Jonas Ehnroth, jazzgitarist, ultra marathon löpare
Ingrid Malmén, jazzsångerska
Lo Ersare (Lucky Lo)

## Fornlämningar inom området

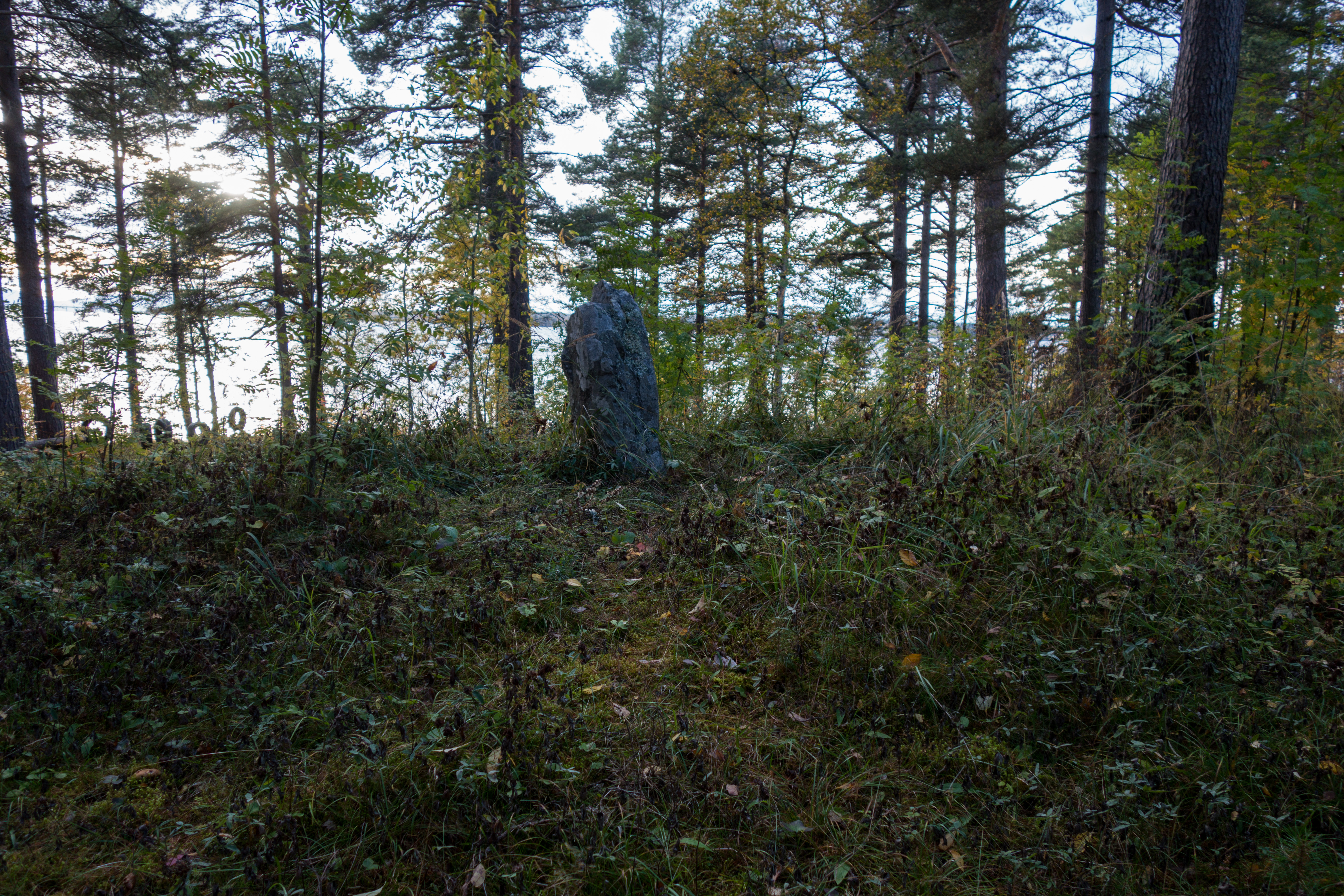
Grav från vikingatiden på Birkaudden.

Birka folkhögskola ligger på historisk mark. Vid skolan finns ett gravfält från vikingatiden med ett 20-tal skelettgravar. Knut Kjellmark, en arkeologiskt kunnig lärare vid Birka folkhögskola, upptäckte gravarna vid 1900-talets början och började att gräva ut de meterhöga kullarna. Tolv av gravarna innehållande skelett från barn, kvinnor och män grävdes ut.
Under sina utgrävningar hade Kjellmark hjälp av en av skolans kanske mest berömda elever, sedermera författaren Gustav Hedenvind-Eriksson.
Birka folkhögskola kom att döpas efter dessa gravar. Det ursprungliga namnet Jämtlands läns folkhögskola ändrades till Birka folkhögskola för att anknyta till handelsplatsen Birka på Björkö i Mälaren

### Rika fynd i gravarna
De första bönderna byggde sina gårdar i Storsjöbygden på 200-talet. Gravarna på Birka folkhögskola är emellertid från 800- och 900-talen och ger en god inblick i vad en dåtida viking behövde för ägodelar med sig till livet efter detta. I en grav har en man begravts tillsammans med sin häst och hund, men även med nödvändiga föremål som svärd, stridsyxa, sköld, skifferbryne, kniv, spikar och pilspetsar. Där fanns också eldstål och flinta för att han skulle kunna göra upp eld. Vidare fanns där en balansvåg och några viktlod, vilket visar att han var en handelsman. Av mynten var ett präglat för Olof Skötkonung, som levde omkring 1000 och där fanns också en bit av ett litet arabiskt silvermynt från 900-talets slut. Mynten visar att långväga handel förekom.
Dessa gravar är av stort nationellt intresse, eftersom skelettgravar är ovanliga från den här tiden. Föremålen och skeletten finns numera på Historiska museet i Stockholm, men från och med våren 2001 finns en utställning om dessa gravar på Jämtlands läns museum.